# Élections municipales partielles françaises de 1998
Des élections municipales partielles ont lieu en 1998 en France.

## Élections

### Bussy-Saint-Georges(Seine-et-Marne)
- Maire sortant : Bernard Ménager (RPR)
- Maire élu : Hugues Rondeau (UDF)

- Contexte : Démission de plus d'un tiers des membres du conseil municipal.

| Tête de liste                      | Tête de liste     | Liste            | Premier tour | Premier tour | Second tour | Second tour | Sièges |
| Tête de liste                      | Tête de liste     | Liste            | Voix         | %            | Voix        | %           | CM     |
| ---------------------------------- | ----------------- | ---------------- | ------------ | ------------ | ----------- | ----------- | ------ |
|                                    | Hugues Rondeau    | UDF              |              |              | -           | -           | 22     |
| Agir ensemble pour Bussy           |                   |                  |              |              | -           | -           | 22     |
|                                    | Alain Dozias      | MDC-PS-Verts-PRG |              |              |             |             | 4      |
| Bussy à gauche                     |                   |                  |              |              |             |             | 4      |
|                                    | Bernard Ménager * | RPR              |              |              |             |             | 3      |
| Nous avons choisi de vivre à Bussy |                   |                  |              |              |             |             | 3      |
|                                    | Guy Schwab        | SE               |              |              |             |             |        |
| Une ville pour nos enfants         |                   |                  |              |              |             |             |        |
|                                    | Philippe Nicolas  | PS               |              |              |             |             |        |
| Bussy s'éveille                    |                   |                  |              |              |             |             |        |
|                                    |                   |                  |              |              |             |             |        |
| Inscrits                           | Inscrits          | Inscrits         |              | 100,00       |             | 100,00      |        |
| Abstentions                        |                   |                  |              |              |             |             |        |
| Votants                            |                   |                  |              |              |             |             |        |
| Blancs ou nuls                     |                   |                  |              |              |             |             |        |
| Exprimés                           |                   |                  |              |              |             |             |        |
| * Liste du maire sortant           |                   |                  |              |              |             |             |        |

### Cagnes-sur-Mer(Alpes-Maritimes)
- Maire sortant : Louis Nègre (DVD)
- Maire réélu : Louis Nègre (DVD)

- Contexte : Démission de plus d'un tiers des membres du conseil municipal.

| Tête de liste            | Tête de liste        | Liste                 | Premier tour | Premier tour | Second tour | Second tour | Sièges |
| Tête de liste            | Tête de liste        | Liste                 | Voix         | %            | Voix        | %           | CM     |
| ------------------------ | -------------------- | --------------------- | ------------ | ------------ | ----------- | ----------- | ------ |
|                          | Louis Nègre *        | DVD                   | 4 248        | 29,18        | 6 458       | 42,64       | 31     |
|                          | Jean-Paul Ripoll     | FN                    | 2 788        | 19,15        | 3 275       | 21,62       | 5      |
|                          | Georges Boisseau     | DVD                   | 2 266        | 15,56        | 3 216       | 21,23       | 4      |
|                          | Michel Santinelli    | PCF-PS-Verts (G. pl.) | 2 182        | 14,99        | 2 196       | 14,50       | 3      |
|                          | Jean-Antoine Burroni | RPR                   | 1 483        | 10,18        |             |             |        |
|                          | Marie-Anger Riger    | UDF                   | 1 197        | 8,22         |             |             |        |
|                          | Monique Lartigue     | CNIP                  | 392          | 2,69         |             |             |        |
|                          |                      |                       |              |              |             |             |        |
| Inscrits                 | Inscrits             | Inscrits              | 25 925       | 100,00       | 25 911      | 100,00      |        |
| Abstentions              | Abstentions          | Abstentions           | 11 166       | 43,07        | 10 531      | 40,64       |        |
| Votants                  | Votants              | Votants               | 14 759       | 56,93        | 15 380      | 59,36       |        |
| Blancs ou nuls           | Blancs ou nuls       | Blancs ou nuls        | 203          | 1,37         | 235         | 1,53        |        |
| Exprimés                 | Exprimés             | Exprimés              | 14 556       | 98,62        | 15 145      | 98,47       |        |
| * Liste du maire sortant |                      |                       |              |              |             |             |        |

### La Celle-Saint-Cloud(Yvelines)
- Maire sortant : François Pasquier (DVD)
- Maire élu : Olivier Delaporte (RPR)

- Contexte : Démission de plus d'un tiers des membres du conseil municipal.

| Tête de liste                  | Tête de liste       | Liste          | Premier tour | Premier tour | Second tour | Second tour | Sièges  |
| Tête de liste                  | Tête de liste       | Liste          | Voix         | %            | Voix        | %           | CM      |
| ------------------------------ | ------------------- | -------------- | ------------ | ------------ | ----------- | ----------- | ------- |
|                                | Olivier Delaporte   | RPR            | 1 904        | 38,27        | 2 608       | 52,64       | 27      |
| L'union au service des Cellois |                     |                | 1 904        | 38,27        | 2 608       | 52,64       | 27      |
|                                | Jean-Claude Fourlon | PS (Un. g.)    | 1 164        | 23,40        | 1 300       | 26,24       | 4       |
|                                | François Pasquier * | DVD            | 1 113        | 22,37        | 1 046       | 21,11       | 4       |
|                                | Christian Gardel    | RPR            | 793          | 15,94        | Retrait     | Retrait     | Retrait |
| Agir pour La Celle-Saint-Cloud |                     |                | 793          | 15,94        | Retrait     | Retrait     | Retrait |
|                                |                     |                |              |              |             |             |         |
| Inscrits                       | Inscrits            | Inscrits       | 14 177       | 100,00       | 14 177      | 100,00      |         |
| Abstentions                    | Abstentions         | Abstentions    | 9 085        | 64,08        | 9 111       | 64,27       |         |
| Votants                        | Votants             | Votants        | 5 092        | 35,92        | 5 066       | 35,73       |         |
| Blancs ou nuls                 | Blancs ou nuls      | Blancs ou nuls | 118          | 2,32         | 112         | 2,21        |         |
| Exprimés                       | Exprimés            | Exprimés       | 4 974        | 97,68        | 4 954       | 97,79       |         |
| * Liste du maire sortant       |                     |                |              |              |             |             |         |

### Le Lamentin(Martinique)
- Maire sortant : Pierre Samot (PCM diss.)
- Maire élu : Pierre Samot (PCM diss.)

- Contexte : Démission de plus d'un tiers des membres du conseil municipal.

|                          | Pierre Samot *          | PCM diss.      | 5 714  | 86,00  | 37 |  |  |
|                          | Érick Valère            | DVG            | 675    | 10,16  | 2  |  |  |
|                          | Raymond Pélissier-Tanon | DVD            | 255    | 3,83   | 0  |  |  |
|                          |                         |                |        |        |    |  |  |
| Inscrits                 | Inscrits                | Inscrits       | 16 835 | 100,00 |    |  |  |
| Abstentions              | Abstentions             | Abstentions    | 9 820  | 58,33  |    |  |  |
| Votants                  | Votants                 | Votants        | 7 015  | 41,67  |    |  |  |
| Blancs ou nuls           | Blancs ou nuls          | Blancs ou nuls | 371    | 5,29   |    |  |  |
| Exprimés                 | Exprimés                | Exprimés       | 6 644  | 94,71  |    |  |  |
| * Liste du maire sortant |                         |                |        |        |    |  |  |

### Salazie(La Réunion)
- Maire sortant : Hilaire Maillot (RPR)
- Maire élu : Stéphane Fouassin (UDF)

- Contexte : Démission de plus d'un tiers des membres du conseil municipal.

|                | Stéphane Fouassin | UDF-DVD        | 2 080 | 66,07  | 26 |  |  |
|                | Xavier Técher     | SE             | 334   | 10,61  | 1  |  |  |
|                | Claude Hoarau     | PCR            | 324   | 10,29  | 1  |  |  |
|                | Jean-Claude Bègue | DVD            | 189   | 6,00   | 1  |  |  |
|                | Justin Rakotovelo | PS             | 167   | 5,30   | 0  |  |  |
|                | Mohammad Houssein | LO             | 54    | 1,72   | 0  |  |  |
|                |                   |                |       |        |    |  |  |
| Inscrits       | Inscrits          | Inscrits       | 4 902 | 100,00 |    |  |  |
| Abstentions    | Abstentions       | Abstentions    | 1 618 | 33,01  |    |  |  |
| Votants        | Votants           | Votants        | 3 284 | 66,99  |    |  |  |
| Blancs ou nuls | Blancs ou nuls    | Blancs ou nuls | 136   | 4,14   |    |  |  |
| Exprimés       | Exprimés          | Exprimés       | 3 148 | 95,86  |    |  |  |

### Villeurbanne(Rhône)
- Maire sortant : Raymond Terracher (PS)
- Maire élu : Gilbert Chabroux (PS)

- Contexte : Démission du maire sortant[8] et de la majorité municipale afin de permettre à Gilbert Chabroux – qui avait été déclaré en janvier 1997 inéligible pour un an – de retrouver son siège.

| Tête de liste                   | Tête de liste                   | Liste           | Premier tour | Premier tour | Second tour | Second tour | Sièges |
| Tête de liste                   | Tête de liste                   | Liste           | Voix         | %            | Voix        | %           | CM     |
| ------------------------------- | ------------------------------- | --------------- | ------------ | ------------ | ----------- | ----------- | ------ |
|                                 | Gilbert Chabroux *              | PS-PCF-DVG      | 16 048       | 48,38        | -           | 59,19       | -      |
|                                 | Pierre Vial                     | FN              | 7 159        | 21,58        |             | 17,71       |        |
|                                 | Daniel Rendu                    | RPR-UDF-MPF     | 4 846        | 14,61        |             | 23,10       |        |
|                                 | Pierre Bouquet                  | Verts           | 2 555        | 7,70         |             |             |        |
|                                 | Rémi Fouque                     | DVD (RPR diss.) | 2 147        | 6,47         |             |             |        |
|                                 | Marie-Claude Baudinat-Hamrouche | PT              | 413          | 1,25         |             |             |        |
|                                 |                                 |                 |              |              |             |             |        |
| Inscrits                        | Inscrits                        | Inscrits        | 64 276       | 100,00       |             | 100,00      |        |
| Abstentions                     | Abstentions                     | Abstentions     | 30 010       | 46,69        |             |             |        |
| Votants                         | Votants                         | Votants         | 34 266       | 53,31        |             |             |        |
| Blancs ou nuls                  | Blancs ou nuls                  | Blancs ou nuls  | 1 098        | 3,20         |             |             |        |
| Exprimés                        | Exprimés                        | Exprimés        | 33 168       | 96,80        |             |             |        |
| * Liste de la majorité sortante |                                 |                 |              |              |             |             |        |